# Niederliegendes Johanniskraut
Das Niederliegende Johanniskraut (Hypericum humifusum), auch Liegendes Hartheu genannt, ist eine Pflanzenart aus der Gattung Johanniskräuter (Hypericum) innerhalb der Familie der Johanniskrautgewächse (Hypericaceae). 

Das Niederliegende Johanniskraut ist die kleinste Art der Gattung Johanniskräuter (Hypericum). Diese Art hat niederliegende Stängel und kleine Blüten. Sie bevorzugt Waldlichtungen mit kalkarmen Böden.

## Beschreibung

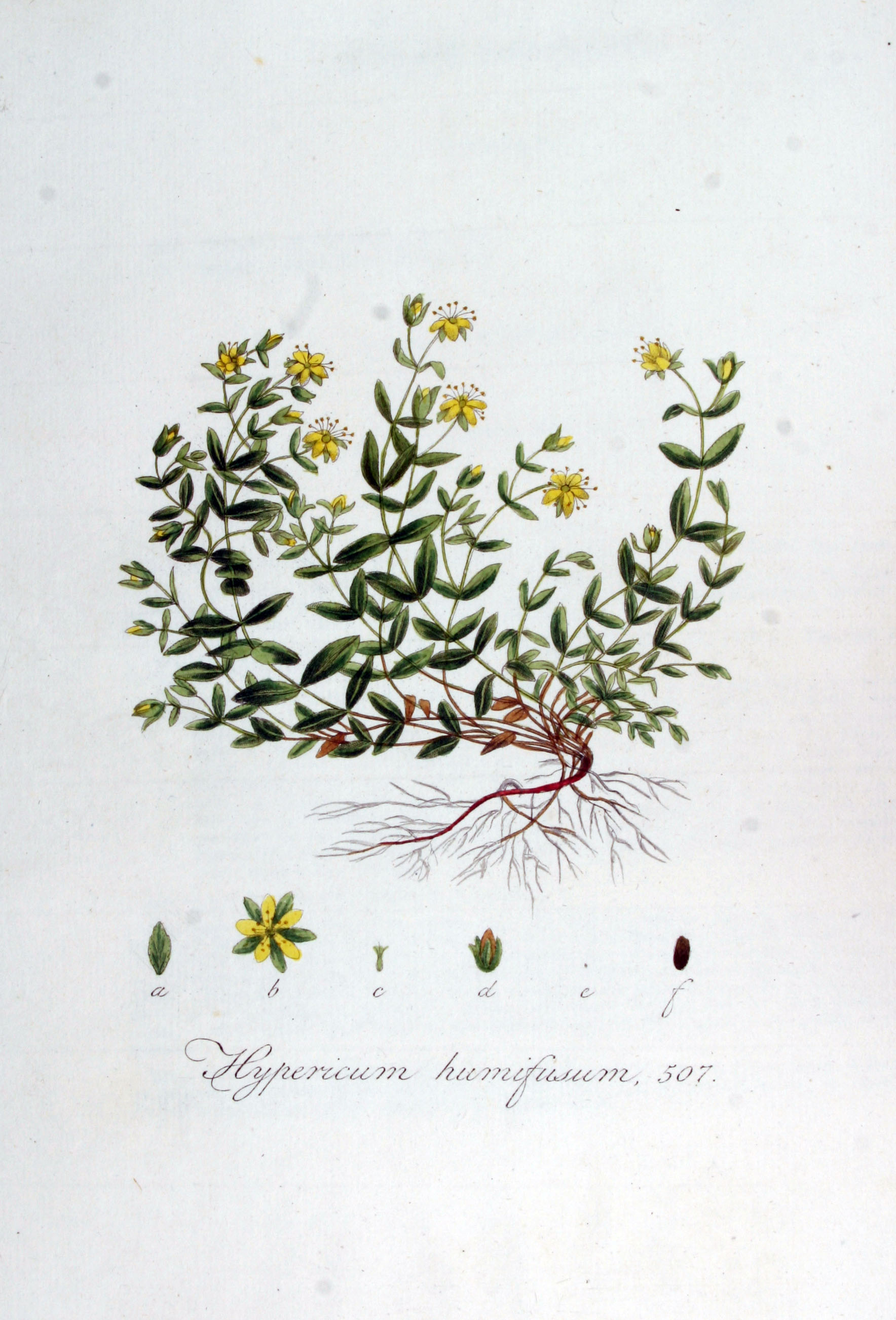
Illustration aus Flora Batava, Volume 7

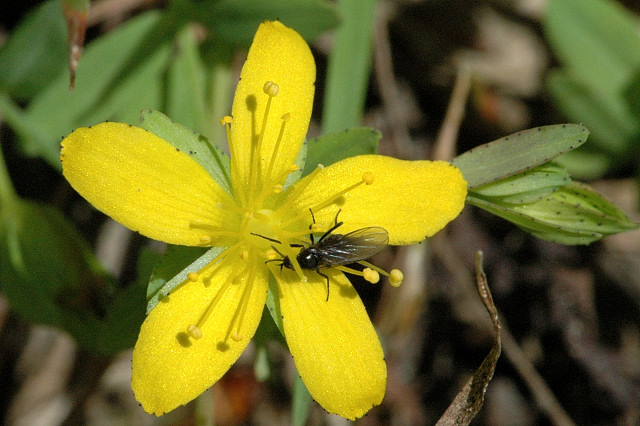
Radiärsymmetrische Blüte

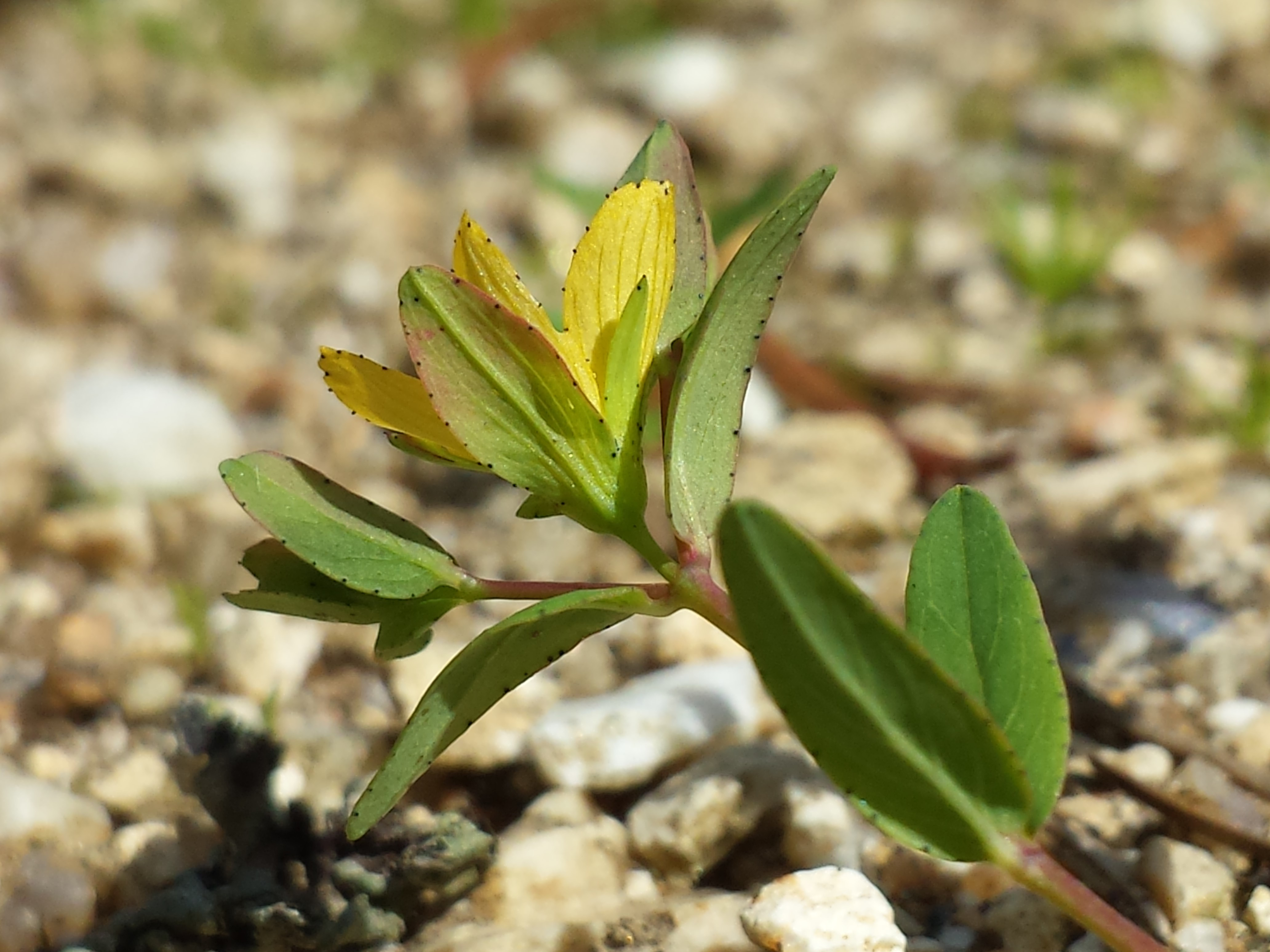
Die Kronblätter überragen die meist ungleich großen Kelchblätter nur wenig. Beide sind mit schwarzen Drüsenpunkten besetzt.

### Vegetative Merkmale
Das Niederliegende Johanniskraut ist eine zierliche, einjährige bis ausdauernde krautige Pflanze und erreicht nur Wuchshöhen von 5 bis 15 manchmal 30 Zentimeter. Sie zeichnet sich durch einen hohlen, niederliegenden kriechenden Stängel aus, der fadenförmig wirkt und beinahe zweikantig ist. Die Laubblätter sind gegenständig angeordnet. Die einfache, blaugrüne Blattspreite ist 5 bis 15 Millimeter lang und schmal-elliptisch.

### Generative Merkmale
Die Blütezeit erstreckt sich von Juni bis September. Pro Pflanze werden nur wenige (meist ein bis vier) Blüten gebildet. Die relativ kleinen Blüten sind radiärsymmetrisch und fünfzählig mit doppelter Blütenhülle. Die fünf lanzettlichen und ganzrandigen Kelchblätter sind ungleich groß, kurz bespitzt und schwarz drüsig. Die fünf frisch gelben Kronblätter sind 4 bis 7 Millimeter lang. Das Niederliegende Johanniskraut besitzt nur wenige Staubblätter.
Die Chromosomenzahl beträgt 2n = 16.

## Ökologie
Das Niederliegende Johanniskraut ist eine winter- oder sommerannuelle, im milden Klima auch ausdauernde Kriechpflanze.
Meist erfolgt Selbstbestäubung, zum Teil liegt auch Kleistogamie vor. Die schwer benetzbaren Samen werden vermutlich als Regenschwemmlinge sowie zusammen mit Erde beim Betreten ausgebreitet.

## Vorkommen
Das Verbreitungsgebiet ist auf die meridional-temperaten Zonen Zentraleuropas und England begrenzt.
Der pionierfreudige Hypericum humifusum besiedelt vor allem kurzlebige Schlammboden-Pionierfluren und Kriech- und Trittrasen. Er ist auf krumenfeuchten, sandigen bis lehmigen Äckern, an feuchten Wegrändern und Lichtungen in ganz Deutschland zu finden. Es gilt als Feuchtezeiger.
Entsprechend den ökologischen Zeigerwerten nach Ellenberg wird die Art als Halbschattenpflanze für Seeklima angegeben. Das Niederliegende Johanniskraut bevorzugt gleichmäßig durchfeuchtete aber nicht nasse Böden, die eher sauer und stickstoffarm sind. Sie bevorzugt Waldlichtungen mit kalkarmen Böden.
Es ist in Mitteleuropa eine Charakterart der Klasse Isoeto-Nanojuncetea, kommt aber auch in Gesellschaften der Klasse Plantaginetea oder Sedo-Scleranthetea vor. In den Allgäuer Alpen steigt es in Bayern am Weiherkopf bei Bolsterlang bis zu einer Höhenlage von 1650 Metern auf.

## Nutzung
Das Kraut und die Blüten waren früher als Heilmittel im Gebrauch.